# Хобхаус, Леонард
Леонард Трелони Хобхаус (англ. Leonard Trelawny Hobhouse; 8 сентября 1864, Сант-Айв, Корнуолл — 21 июня 1929, Алансон, Франция) — британский социолог и философ, считающийся одним из ведущих теоретиков социального либерализма.

## Биография
Родился в семье англиканского священника, но стал атеистом. Учился в колледже Мальборо, в 1887 году окончил Оксфордский университет, после этого там же до 1897 года преподавал философию. Во время учёбы часто отстаивал республиканские и демократические инициативы в дискуссионных обществах. 
Затем он шесть лет работал журналистом газеты Manchester Guardian, а в 1903 году возглавил Свободный профсоюз, либеральную политическую организацию. В 1905 году он стал политическим редактором газеты The Tribune, а в 1907 году стал профессором социологии (первым в Великобритании наряду с Эдвардом Вестермарком) в Лондонской школе экономики, где работал до самой смерти. Участвовал в создании национального социологического общества (1903). Он также был основателем и первым редактором The Sociological Review. Таким образом, сыграл важную роль в становлении социологии как академической дисциплины.

## Идеи
Представитель философии развития («Mind in Evolution», 1906, 1926; «Morals in Evolution» в 2 томах, 1906), как гносеолог («The Theory of Knowledge», 1896, 1921), относится к реалистам, в этике и социальной философии («The Rational Good», 1921; «Elements of Social Justice», 1922; «Social Development», 1924) — либеральным индивидуалистам. В своей книге о государстве («The Metaphysical Theory of the State», 1918) критиковал неогегельянство Бернарда Бозанкета и учения о всеобщей воле, которая якобы воплощается в государстве. 
Большое место в работах Хобхауса занимают проблемы социального развития и роль в нём разума и морали. Хобхаус был против идеи детерминированности социальной эволюции лишь биологическими факторами, по его мнению социальный прогресс связан не с жестокой борьбой за существование, а с распространением власти разума и моральным совершенствованием.
Учитывая свои политические и философские взгляды, Хобхауз был последователем политики Уильяма Гладстона и учения Джона Стюарта Милля, а также поклонником Джона Морли, Чарльза Брэдлоу и Чарльза Дилка. Его политические работы, кульминацией которых стала его знаменитая книга «Либерализм» (1911), заняли важное место в каноне «нового либерализма», соответствуя течению в Либеральной партии под руководством таких лидеров, как Г. Г. Асквит и Дэвид Ллойд Джордж.
Хобхауз был противником марксистского социализма, описывая свою позицию как либеральный социализм, а позже как социальный либерализм. Он выражал надежду, что либералы и будущее социал-демократическое течение в зарождавшейся Лейбористской партии смогут сформировать широкую прогрессивную коалицию. 